# Tranzystor polowy

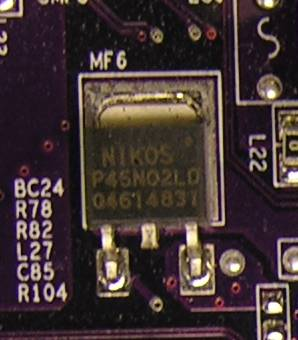
Tranzystor polowy dużej mocy

Tranzystor polowy, tranzystor unipolarny, FET (z ang. field-effect transistor) – tranzystor, w którym sterowanie prądem odbywa się za pomocą pola elektrycznego. Opatentowany w 1926 roku przez Juliusa Edgara Lilienfelda.

## Budowa

Uproszczona budowa tranzystora JFET. S – źródło, G – bramka, D – dren, 1 – obszar zubożony, 2 – kanał

Zasadniczą częścią tranzystora polowego jest kryształ odpowiednio domieszkowanego półprzewodnika z dwiema elektrodami: źródłem (symbol S, od ang. source, odpowiednik emitera w tranzystorze bipolarnym) i drenem (D, drain, odpowiednik kolektora). Pomiędzy nimi tworzy się tzw. kanał, którym płynie prąd. Wzdłuż kanału umieszczona jest trzecia elektroda, zwana bramką (G, gate, odpowiednik bazy). W tranzystorach epiplanarnych, jak również w przypadku układów scalonych, w których wytwarza się wiele tranzystorów na wspólnym krysztale, wykorzystuje się jeszcze czwartą elektrodę, tzw. podłoże (B, bulk albo body), służącą do odpowiedniej polaryzacji podłoża.

## Zasada działania

Symbol tranzystora polowego MOSFET z kanałem N

Przyłożone do bramki napięcie wywołuje w krysztale dodatkowe pole elektryczne, które wpływa na rozkład nośników prądu w kanale. Skutkiem tego jest zmiana efektywnego przekroju kanału, co objawia się jako zmiana oporu dren-źródło.
W tranzystorach MOSFET z kanałem wzbogacanym gdy napięcie UGS między bramką G a źródłem S jest równe zeru, rezystancja kanału jest bardzo duża (rzędu megaomów). Mówi się wówczas, że kanał jest zatkany, ponieważ prąd dren-źródło ID praktycznie nie płynie. Po przekroczeniu pewnej wartości napięcia UGS kanał zaczyna się stopniowo otwierać i w obwodzie dren-źródło może płynąć prąd. Rezystancja między drenem D a źródłem S zmniejsza się ze wzrostem napięcia UGS, ale nie do zera, tylko do pewnej minimalnej wartości oznaczanej w katalogach jako RDSon. Wartość tej rezystancji zależy od maksymalnego napięcia UDS jakie jest w stanie wytrzymać tranzystor i wynosi od 4 mΩ (np. tranzystor IRL1404) do 4,0 Ω. Generalnie tranzystory przeznaczone do pracy z mniejszymi napięciami mają niższą rezystancję RDSon. Straty mocy w przewodzącym tranzystorze są proporcjonalne do prądu płynącego przez kanał zgodnie ze wzorem:
{\displaystyle P_{str}=I^{2}\cdot R_{DSon}.}
Gdy prąd płynący przez kanał osiągnie wartość maksymalną dla danego napięcia dren-źródło, mówi się, że kanał jest otwarty.
W zależności od typu półprzewodnika, w którym tworzony jest kanał, rozróżnia się:
- tranzystory z kanałem typu p, w którym prąd płynie od źródła do drenu,
- tranzystory z kanałem typu n, w którym prąd płynie od drenu do źródła.

Ze względu na budowę i sposób działania tranzystorów polowych, prąd bramki praktycznie nie płynie (jest rzędu mikro-, nanoamperów), dzięki temu elementy te charakteryzują się bardzo dużą rezystancją wejściową oraz dużą transkonduktancją.

## Typy tranzystorów polowych
Odpowiednio do zasady działania rozróżnia się dwa główne typy tranzystorów polowych: złączowe (JFET, Junction FET) oraz z izolowaną bramką (IGFET, ang. Insulated Gate FET).

### Tranzystory polowe złączowe
W tranzystorach tego typu bramka jest odizolowana od obszaru kanału złączem spolaryzowanym zaporowo. Ze względu na rodzaj złącza bramka-kanał rozróżnia się:
- tranzystory ze złączem p-n (PNFET);
- tranzystory ze złączem metal-półprzewodnik (MEtal-Semiconductor FET, MESFET).

### Tranzystory polowe z izolowaną bramką
W tranzystorach tego typu bramka jest odizolowana od kanału warstwą dielektryka. Tranzystory te posiadają przynajmniej trzy elektrody: źródło (S), bramkę (G) i dren (D), często mają również czwartą elektrodę: podłoże (B). Wykonuje się je głównie w układach scalonych, rzadziej natomiast jako elementy dyskretne – są to głównie tranzystory mocy, np. pracujące jako szybkie przełączniki w zasilaczach impulsowych. W przypadku konstrukcji układów scalonych CMOS może istnieć więcej niż jedna bramka, co występuje także w niektórych elementach dyskretnych, np. tranzystorze typu BF966.
Ze względu na technologię wykonania rozróżnia się tranzystory:
- MISFET (Metal-Insulator-Semiconductor FET) wykonane z półprzewodnika monokrystalicznego; ponieważ tutaj najczęściej rolę izolatora pełni ditlenek krzemu SiO2, toteż tranzystory te częściej nazywa się MOSFET (Metal-Oxide-Semiconductor FET, MOSFET) lub krócej MOS. Dodatkowo tranzystory MOS dzieli się na:
  - tranzystory z kanałem zubożanym, w których przy braku napięcia bramka-źródło kanał jest otwarty;
  - tranzystory z kanałem wzbogacanym, w których przy braku napięcia bramka-źródło kanał jest całkowicie zatkany.
- TFT (Thin Film Transistor) wykonane z półprzewodnika polikrystalicznego. Ponieważ tranzystory tego typu są wytwarzane w taki sam sposób, jak układy scalone cienkowarstwowe, toteż nazywane są tranzystorami cienkowarstwowymi.